# Танами
Танами (англ. Tanami) — каменисто-песчаная пустыня на севере Австралии. Площадь — 292 194 км². Пустыня была последним рубежом Северной территории и была мало исследована европейцами вплоть до XX века.

## География
Пустыня Танами занимает территорию центральной части Северной территории Австралии и небольшое пространство северо-восточной части Западной Австралии. К юго-востоку от пустыни расположен населённый пункт Алис-Спрингс, а к западу — Большая Песчаная пустыня.
Пустыня представляет собой типичную для центральных районов Австралии пустынную степь с обширными песчаными равнинами, которые покрыты злаками рода Triodia. Основными формами рельефа являются дюны и песчаные равнины, а также мелкие водные бассейны реки Лэндер, в которых встречаются ямы с водой, пересыхающие болота и солёные озёра.
Климат в пустыне полупустынный. 75—80 % осадков выпадает в летние месяцы (октябрь-март). Среднегодовое количество осадков в районе Танами составляет 429,7 мм, что является большой цифрой для пустынной местности. Но из-за высоких температур выпавший дождь быстро испаряется, поэтому местный климат является очень засушливым. Среднедневная норма испарений — 7,6 мм. Средняя дневная температура в летние месяцы (октябрь—март) составляет около 36—38 °C, ночная — 20—22 °C. Температура зимних месяцев намного ниже: дневная — около 25 °C, ночная — ниже 10 °C.
В апреле 2007 года на территории пустыни была создана охраняемая территория аборигенов Северный Танами (англ. Indigenous Protected Area Northern Tanami), площадь которой составляет около 4 млн га. В ней обитает большое количество уязвимых представителей местной флоры и фауны.

## История
Первым европейцем, добравшимся до пустыни, стал исследователь Джеффри Райан (англ. Geoff Ryan), сделавший это в 1856 году. Однако первым европейцем, исследовавшим Танами, был Аллан Дэвидсон (англ. Allan Davidson). Во время своей экспедиции в 1900 году он открыл и нанёс на карту местные месторождения золота.

## Население
В районе проживает небольшое количество населения, что связано с неблагоприятными климатическими условиями. Традиционными жителями Танами являются австралийские аборигены, а именно: племена валрпири (англ. Warlpiri) и гуринджи (англ. Gurindji), которые являются земельными собственниками большей части пустыни. Наиболее крупные поселения — Теннант-Крик (англ. Tennant Creek) и Ваучоуп (англ. Wauchope).
В пустыне ведётся добыча золота. В последнее время развивается туризм.